# Марусино (Новосибірська область)
Марусино (рос. Марусино) — село у Новосибірському районі Новосибірської області Російської Федерації.
Входить до складу муніципального утворення Криводановська сільрада. Населення становить 1933 особи (2010).

## Історія
Згідно із законом від 2 червня 2004 року органом місцевого самоврядування є Криводановська сільрада.

## Населення
| 2002 | 2007  | 2010  |
| ---- | ----- | ----- |
| 1721 | ↗1821 | ↗1933 |